# Giải đua ô tô Công thức 1 Úc 2022
Giải đua ô tô Công thức 1 Úc 2022 (tên chính thức Formula 1 Heineken Australian Grand Prix 2022) diễn ra vào ngày 10 tháng 4 tại truờng đua Albert Park ở Melbourne và là chặng đua thứ ba của Giải đua xe Công thức 1 2022.

## Bối cảnh
Charles Leclerc dẫn đầu bảng xếp hạng các tay đua sau chặng đua thứ hai vào cuối tuần trước với 12 điểm cách biệt với đồng đội Carlos Sainz Jr. và 20 điểm so với Max Verstappen. Trong bảng xếp hạng các đội đua, Ferrari dẫn trước Mercedes 40 điểm và Red Bull thêm một điểm nữa.

## Tường thuật

### Buổi tập
Trong buổi tập đầu tiên, Sainz lập thời gian nhanh nhất là 1:19,806 phút trước Leclerc và Verstappen.
Trong buổi tập thứ hai, Leclerc thiết lập thời gian nhanh nhất với 1:18,978 trước Verstappen và Sainz.
Với thời gian 1:19,117 phút trong buổi tập thứ ba, Lando Norris lập thời gian nhanh nhất trước Leclerc và Pérez.

### Vòng phân hạng
Vòng loại bao gồm ba phần với thời gian là 45 phút. Trong phần đầu tiên của vòng phân hạng (Q1), các tay đua có 18 phút để tiếp tục tham gia vòng phân hạng. Tất cả các tay đua đạt được thời gian trong phần đầu tiên với thời gian tối đa 107% thời gian nhanh nhất được phép tham gia cuộc đua. 15 tay đua dẫn đầu lọt vào phần tiếp theo. Verstappen là tay đua nnanh nhất trong phần này. Phần này bị gián đoạn bởi một vụ va chạm nghiêm trọng liên quan đến Nicholas Latifi, người đã bị loại cùng với Alexander Albon, đồng đội ở Williams, các tay đua của Aston Martin và Kevin Magnussen.
Phần thứ hai (Q2) kéo dài 15 phút và mười tay đua nhanh nhất đi tiếp vào phần thứ ba của vòng phân hạng. Pérez là tay đua nhanh nhất trong khi các tay đua của Alfa Romeo và AlphaTauri cũng như Mick Schumacher bị loại. Lần đầu tiên kể từ giải đua ô tô Công thức 1 Abu Dhabi 2016, Bottas không lọt vào phần thứ ba của vòng phân hạng (Q3), kết thúc kỷ lục mới với 103 lần tham dự Q3 liên tiếp.
Phần cuối cùng (Q3) kéo dài mười hai phút, trong đó mười vị trí xuất phát đầu tiên được xác định sẵn. Phần này bị gián đoạn do tai nạn của Fernando Alonso. Với thời gian 1:17,868 phút, Leclerc lập thời gian nhanh nhất trước Verstappen và Pérez. Đây là vị trí pole đầu tiên của Ferrari ở Úc kể từ năm 2007 khi Kimi Räikkönen giành pole trong cuộc đua đầu tiên của anh cho Ferrari.
Sau vòng phân hạng, Lance Stroll đã bị tụt ba vị trí vì gây ra va chạm với Latifi trong Q1. Albon sau đó đã bị loại khỏi kết quả vì thiếu lượng xăng cần thiết để kiểm tra.

### Cuộc đua chính
Leclerc giành chiến thắng cuộc đua này trước Pérez và Russell. Đây là chiến thắng thứ tư của anh trong sự nghiệp Công thức 1. Đây cũng là lần đầu tiên anh lập được một Grand Slam trong sự nghiệp Công thức 1 của mình. Ngoài giành vị trí pole và giành chiến thắng cuộc đua, anh còn lập vòng đua nhanh nhất và kết thúc cuộc đua khi dẫn đầu hết tất cả các vòng đua. Pérez lên bục trao giải lần đầu tiên trong mùa giải trong khi Russell lên bục trao giải lần đầu tiên cho Mercedes.
Lewis Hamilton, Lando Norris, Daniel Ricciardo, Esteban Ocon, Valtteri Bottas, Pierre Gasly và Alexander Albon lấy điểm trong cuộc đua này.
Leclerc nhận thêm một điểm sau khi lập vòng đua nhanh nhất. Albon ghi điểm đầu tiên trong mùa giải này cho Williams.
Sau cuộc đua này, Leclerc đã kéo dài vị trí dẫn đầu của mình trong bảng xếp hạng các tay đua với Russell lên vị trí thứ hai trước Sainz. Trong bảng xếp hạng các đội đua, ba vị trí dẫn đầu không thay đổi.

## Kết quả

### Vòng phân hạng
| Vị trí                   | Số xe | Tay đua          | Đội đua                      | Thời gian           | Thời gian | Thời gian           | Vị trí xuất phát |
| Vị trí                   | Số xe | Tay đua          | Đội đua                      | Q1                  | Q2        | Q3                  | Vị trí xuất phát |
| ------------------------ | ----- | ---------------- | ---------------------------- | ------------------- | --------- | ------------------- | ---------------- |
| 1                        | 16    | Charles Leclerc  | Ferrari                      | 1:18.881            | 1:18.606  | 1:17.868            | 1                |
| 2                        | 1     | Max Verstappen   | Red Bull Racing-RBPT         | 1:18.580            | 1:18.611  | 1:18.154            | 2                |
| 3                        | 11    | Sergio Pérez     | Red Bull Racing-RBPT         | 1:18.834            | 1:18.340  | 1:18.240            | 3                |
| 4                        | 4     | Lando Norris     | McLaren-Mercedes             | 1:19.280            | 1:19.066  | 1:18.703            | 4                |
| 5                        | 44    | Lewis Hamilton   | Mercedes                     | 1:19.401            | 1:19.106  | 1:18.825            | 5                |
| 6                        | 63    | George Russell   | Mercedes                     | 1:19.405            | 1:19.076  | 1:18.933            | 6                |
| 7                        | 3     | Daniel Ricciardo | McLaren-Mercedes             | 1:19.665            | 1:19.130  | 1:19.032            | 7                |
| 8                        | 31    | Esteban Ocon     | Alpine-Renault               | 1:19.605            | 1:19.136  | 1:19.061            | 8                |
| 9                        | 55    | Carlos Sainz Jr. | Ferrari                      | 1:18.983            | 1:18.469  | 1:19.408            | 9                |
| 10                       | 14    | Fernando Alonso  | Alpine-Renault               | 1:19.192            | 1:18.815  | Không lập thời gian | 10               |
| 11                       | 10    | Pierre Gasly     | AlphaTauri-RBPT              | 1:19.580            | 1:19.226  |                     | 11               |
| 12                       | 77    | Valtteri Bottas  | Alfa Romeo-Ferrari           | 1:19.251            | 1:19.410  |                     | 12               |
| 13                       | 22    | Yuki Tsunoda     | AlphaTauri-RBPT              | 1:19.742            | 1:19.424  |                     | 13               |
| 14                       | 24    | Chu Quán Vũ      | Alfa Romeo-Ferrari           | 1:19.910            | 1:20.155  |                     | 14               |
| 15                       | 47    | Mick Schumacher  | Haas-Ferrari                 | 1:20.104            | 1:20.465  |                     | 15               |
| 16                       | 20    | Kevin Magnussen  | Haas-Ferrari                 | 1:20.254            |           |                     | 16               |
| 17                       | 5     | Sebastian Vettel | Aston Martin Aramco-Mercedes | 1:21.149            |           |                     | 17               |
| 18                       | 6     | Nicholas Latifi  | Williams-Mercedes            | 1:21.372            |           |                     | 18               |
| Thời gian 107%: 1:24.080 |       |                  |                              |                     |           |                     |                  |
| —                        | 18    | Lance Stroll     | Aston Martin Aramco-Mercedes | Không lập thời gian |           |                     | 192              |
| DSQ                      | 23    | Alexander Albon  | Williams-Mercedes            | 1:20.135            |           |                     | 201              |

Chú thích:
- ^1  – Alexander Albon vượt qua vòng phân hạng ở vị trí thứ 16 nhưng bị loại khỏi kết quả vì mẫu nhiên liệu một lít cần thiết không trích được[4] nhưng đựoc phép đua theo quyết định của ban quản lý.[5] Anh cũng bị tụt ba vị trí vì gây ra một vụ va chạm với Lance Stroll ở chặng đua trước nhưng án phạt  này không thay đổi gì nhiều vì Albon đã bị loại khỏi kết quả của vòng phân hạng[5]
- ^2  – Lance Stroll không đặt thời gian trong vòng phân hạng do va chạm với Nicholas Latifi. Anh được phép đua theo quyết định của ban quản lý. Anh cũng bị tụt ba vị trí vì gây ra vụ va chạm với Latifi nhưng được thăng lên một vị trí sau khi Albon bị loại khỏi kết quả của vòng phân hạng.[6][5]

### Cuộc đua chính
| Vị trí                                                                  | Số xe | Tay đua          | Đội đua                      | Số vòng | Thời gian/ Bỏ cuộc | Vị trí xuất phát | Số điểm |
| ----------------------------------------------------------------------- | ----- | ---------------- | ---------------------------- | ------- | ------------------ | ---------------- | ------- |
| 1                                                                       | 16    | Charles Leclerc  | Ferrari                      | 58      | 1:27:46.548        | 1                | 261     |
| 2                                                                       | 11    | Sergio Pérez     | Red Bull Racing-RBPT         | 58      | +20.524            | 3                | 18      |
| 3                                                                       | 63    | George Russell   | Mercedes                     | 58      | +25.593            | 6                | 15      |
| 4                                                                       | 44    | Lewis Hamilton   | Mercedes                     | 58      | +28.543            | 5                | 12      |
| 5                                                                       | 4     | Lando Norris     | McLaren-Mercedes             | 58      | +53.303            | 4                | 10      |
| 6                                                                       | 3     | Daniel Ricciardo | McLaren-Mercedes             | 58      | +53.737            | 7                | 8       |
| 7                                                                       | 31    | Esteban Ocon     | Alpine-Renault               | 58      | +1:01.683          | 8                | 6       |
| 8                                                                       | 77    | Valtteri Bottas  | Alfa Romeo-Ferrari           | 58      | +1:08.439          | 12               | 4       |
| 9                                                                       | 10    | Pierre Gasly     | AlphaTauri-RBPT              | 58      | +1:16.221          | 11               | 2       |
| 10                                                                      | 23    | Alexander Albon  | Williams-Mercedes            | 58      | +1:19.382          | 20               | 1       |
| 11                                                                      | 24    | Chu Quán Vũ      | Alfa Romeo-Ferrari           | 58      | +1:21.695          | 14               |         |
| 12                                                                      | 18    | Lance Stroll     | Aston Martin Aramco-Mercedes | 58      | +1:28.5982         | 19               |         |
| 13                                                                      | 47    | Mick Schumacher  | Haas-Ferrari                 | 57      | +1 vòng            | 15               |         |
| 14                                                                      | 20    | Kevin Magnussen  | Haas-Ferrari                 | 57      | +1 vòng            | 16               |         |
| 15                                                                      | 22    | Yuki Tsunoda     | AlphaTauri-RBPT              | 57      | +1 vòng            | 13               |         |
| 16                                                                      | 6     | Nicholas Latifi  | Williams-Mercedes            | 57      | +1 vòng            | 18               |         |
| 17                                                                      | 14    | Fernando Alonso  | Alpine-Renault               | 57      | +1 vòng            | 10               |         |
| Bỏ cuộc                                                                 | 1     | Max Verstappen   | Red Bull Racing-RBPT         | 38      | Rỉ nhiên liệu      | 2                |         |
| Bỏ cuộc                                                                 | 5     | Sebastian Vettel | Aston Martin Aramco-Mercedes | 22      | Tai nạn            | 17               |         |
| Bỏ cuộc                                                                 | 55    | Carlos Sainz Jr. | Ferrari                      | 1       | Tai nạn            | 9                |         |
| Vòng đua nhanh nhất: Charles Leclerc (Ferrari) – 1:20.260 (vòng thứ 58) |       |                  |                              |         |                    |                  |         |

Chú thích:
- ^1  – Cộng thêm một điểm cho tay đua lập được vòng đua nhanh nhất.[7]
- ^2  – Lance Stroll nhận một án phạt 5 giây do đi díc-dắc trên đường thẳng xuất phát.[8]

## Bảng xếp hạng sau cuộc đua

### Bảng xếp hạng các tay đua
| Vị trí | Tay đua          | Đội đua              | Số điểm | Thay đổi vị trí |
| ------ | ---------------- | -------------------- | ------- | --------------- |
| 01     | Charles Leclerc  | Ferrari              | 71      | +/-0            |
| 02     | George Russell   | Mercedes             | 37      | 2               |
| 03     | Carlos Sainz Jr. | Ferrari              | 33      | 1               |
| 04     | Sergio Pérez     | Red Bull Racing-RBPT | 30      | 3               |
| 05     | Lewis Hamilton   | Mercedes             | 28      | +/-0            |
| 06     | Max Verstappen   | Red Bull Racing-RBPT | 25      | 3               |
| 07     | Esteban Ocon     | Alpine-Renault       | 20      | 1               |
| 08     | Lando Norris     | McLaren-Mercedes     | 16      | 2               |
| 09     | Kevin Magnussen  | Haas-Ferrari         | 12      | 1               |
| 10     | Valtteri Bottas  | Alfa Romeo-Ferrari   | 12      | 1               |

- Lưu ý: Chỉ có mười vị trí đứng đầu được liệt kê trong bảng xếp hạng này.

### Bảng xếp hạng các đội đua
| Vị trí | Đội đua                      | Số điểm | Thay đổi vị trí |
| ------ | ---------------------------- | ------- | --------------- |
| 01     | Ferrari                      | 104     | +/-0            |
| 02     | Mercedes                     | 65      | +/-0            |
| 03     | Red Bull Racing-RBPT         | 55      | +/-0            |
| 04     | McLaren-Mercedes             | 22      | 4               |
| 04     | Alpine-Renault               | 24      | 1               |
| 06     | Alfa Romeo-Ferrari           | 13      | +/-0            |
| 07     | Haas-Ferrari                 | 10      | 2               |
| 08     | AlphaTauri-RBPT              | 12      | 1               |
| 09     | Williams-Mercedes            | 1       | 1               |
| 10     | Aston Martin Aramco-Mercedes | 0       | 1               |